# شارع بوشكينسكايا
شارع بوشكينسكايا (بالروسية: Пушкинская улица) هو واحد من الشوارع الرئيسية في مدينة روستوف-نا-دونو بروسيا. سُمّي الشارع باسم الشاعر الروسي ألكسندر بوشكين. 
تقع المكتبة العامة بروستوف-نا-دونو في هذا الشارع، بالإضافة إلى العديد من المنازل القديمة والمباني الجامعية. ويوجد الشارع بالقرب من نهر الدون.

## تاريخ
تم إحداث الشارع في النصف الثاني من القرن التاسع عشر وكان اسمه في الأصل كوزنتسكايا (Blacksmith). في عام 1885 سمي باسم «بوشكينسكايا» تكريما للشاعر الروسي الكبير ألكسندر بوشكين، الذي زار روستوف-نا-دونو عدة مرات.
في بداية القرن العشرين، أصبح شارع بوشكينسكايا ثاني أهم شارع بعد شارع بولشايا سادوفايا. بُنيت المنازل في الشارع من قبل أفضل المهندسين المعماريين في المدينة.
في عام 1959 تم بناء تمثال ألكسندر بوشكين في الشارع.